# Дело компании Kings Bay

Йон Линг (слева) и Эйнар Герхардсен (справа) в Стортинге после голосования о вотуме недоверия правительству

Дело компании Kings Bay — расследование катастрофы на шахте в посёлке Ню-Олесунн в Норвегии, которое переросло в серьёзный внутриполитический конфликт, достигший своего апогея в 1963 году. В итоге правительству тогдашнего премьер-министра Эйнара Герхардсена был вынесен вотум недоверия, что привело к его отставке и формированию антисоциалистической коалиции буржуазных партий, просуществовавшей до конца XX века.
Разработки угольных месторождений в Ню-Олесунне компанией «Kings Bay Kull Company» начались в 1916 году. В период с 1945 по 1963 годы три крупные аварии на шахтах компании унесли жизни 71 шахтёра, хотя ещё в 1956 году парламент проголосовал за специальные меры безопасности труда на этих шахтах. Летом 1963 года Стортингом была создана специальная комиссия, которая выявила ряд недостатков в управлении компании. Часть вины за аварию была возложена на тогдашнего министра промышленности Хьера Холлера, представителя НРП. Оппозиция потребовала увольнения Холлера. Однако Премьер-министр заявил, что компания подчиняется корпоративному уставу, а не Парламенту. 
На самом деле раздувание скандала вокруг компании было на руку оппозиции и было всего лишь предлогом для смены власти. Оппозиционные партии были недовольны доминированием исполнительной власти над законодательной. Подобный инцидент был отличным поводом, чтобы свалить кабинет министров Герхардсена, который был у власти третий срок подряд.
Расчёт оказался верным. Разрозненная на тот момент оппозиция внезапно объединилась в антисоциалистическую коалицию и вынесла на голосование в Стортинге вопрос о вотуме недоверия Правительству. Основание было железным: поскольку акционеры могут снять совет директоров компании, то почему этого нельзя сделать с правительством? По понятным причинам представители НРП голосовали против. У коалиции и НРП было по 74 места в Парламенте, решающими оказались два голоса представителей Социалистической народной партии.
Левые социалисты оказались на перепутье, однако они решили примкнуть к оппозиционной коалиции и проголосовали «за». Свой поступок социалисты мотивировали тем, что они потеряли уважение к Премьер-министру, а не к самой НРП, которая его привела. Именно тогда была сделана фотография, опубликованная в газете «Aftenposten» и ставшая одним из символов норвежской политики. На фотографии запечатлены Эйнар Герхардсен, покидающий трибуну Стортинга, и Йон Линг, направляющийся к ней.
Правительство, сформированное консерватором Йоном Лингом стало первым в Норвегии не социалистическим правительством со времен Второй мировой войны. Однако просуществовало оно всего несколько недель. Лейбористы из НРП объединились с социалистами и, объявив вотум недоверия уже новому Правительству, смещают его.
Дело компании «Kings Bay» стало значимой вехой в политической истории Норвегии. События 1963 года стали предвестником окончания правления Герхардсена и смены курса норвежской политики. 